# Amphitheater der Zivilstadt von Aquincum

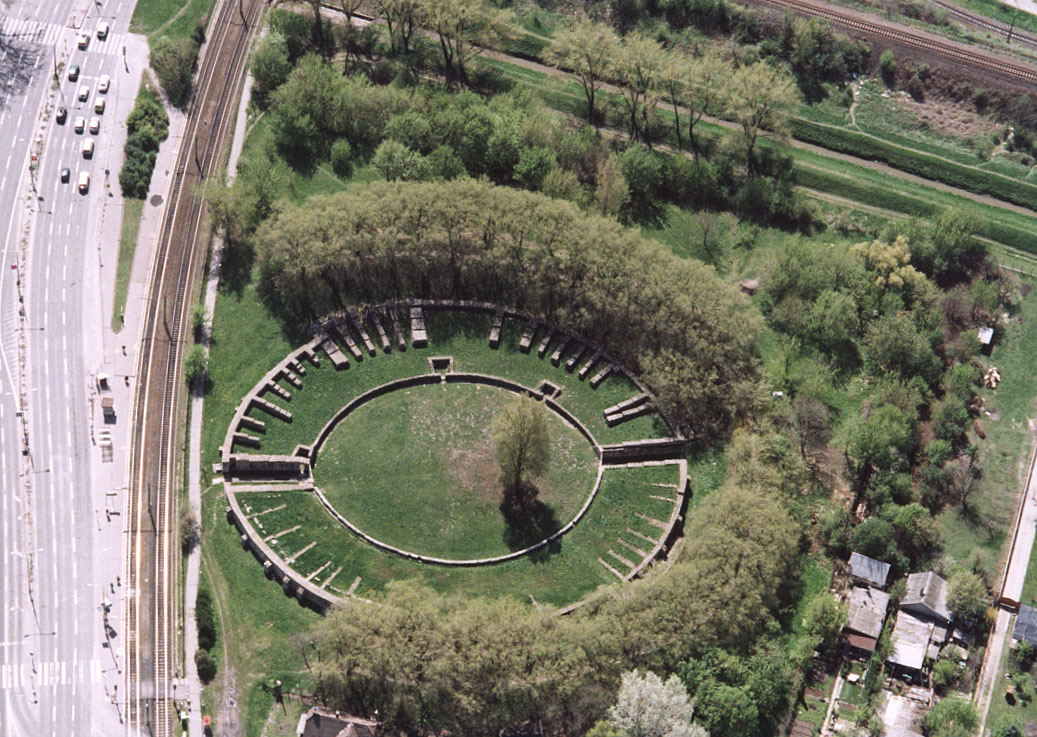
Luftbild des Amphitheaters der Zivilstadt von Aquincum

Das Amphitheater der Zivilstadt von Aquincum ist ein antikes Amphitheater im Norden der römischen Doppelstadt Aquincum, des heutigen Budapest. Es wurde im 2. Jahrhundert n. Chr. errichtet und diente genauso wie ein zweiter größerer Bau ganz im Süden der Stadt, das Militäramphitheater von Aquincum, für eine Bandbreite von Veranstaltungen für die Bewohner des antiken Aquincum. Eher ungewöhnlich für ein antikes Amphitheater ist die Tatsache, dass das Bauwerk ursprünglich zumindest in Teilen überdacht war.

## Lage

Lage der antiken Doppelstadt von Aquincum in der heutigen Topographie Budapests, ganz im Norden eingezeichnet das Amphitheater der Zivilstadt

Aquincum war eine Doppelstadt, die aus einem Legionslager, einer sich um dieses herum erstreckenden Zivilistensiedlung (canabae) und einer zweiten Zivilsiedlung weiter nördlich (der sogenannten „Zivilstadt“) bestand. Das Amphitheater der Zivilstadt befand sich ganz im Norden dieses Siedlungsareals, nördlich des Nordtores der Zivilstadt. Heute ist der Bau als Freigelände öffentlich zugänglich. Die übliche Bezeichnung des Bauwerks dient der Abgrenzung von einem zweiten, größeren Amphitheater, das sich südlich der canabae befand.
Westlich des Amphitheaters lag eine Gladiatorenkaserne. Von dieser ist hauptsächlich ein großer rechteckiger Platz von 110 × 42,5 Metern nachweisbar, in dessen Mitte sich ein steinerner Turm befand. Dabei handelte es sich wohl um einen Übungshof für die Gladiatoren mit einem zentralen Beobachtungsturm für das Aufsichtspersonal. Diese Strukturen sind aber schlecht erforscht und heute nicht mehr sichtbar. Einige Meter nördlich des Amphitheaters wurde ein ummauerter Grabbezirk aus römischer Zeit gefunden, der wegen der räumlichen Nähe als Gladiatorenfriedhof interpretiert wurde, ohne dass dafür genauere Anhaltspunkte vorliegen.

## Beschreibung

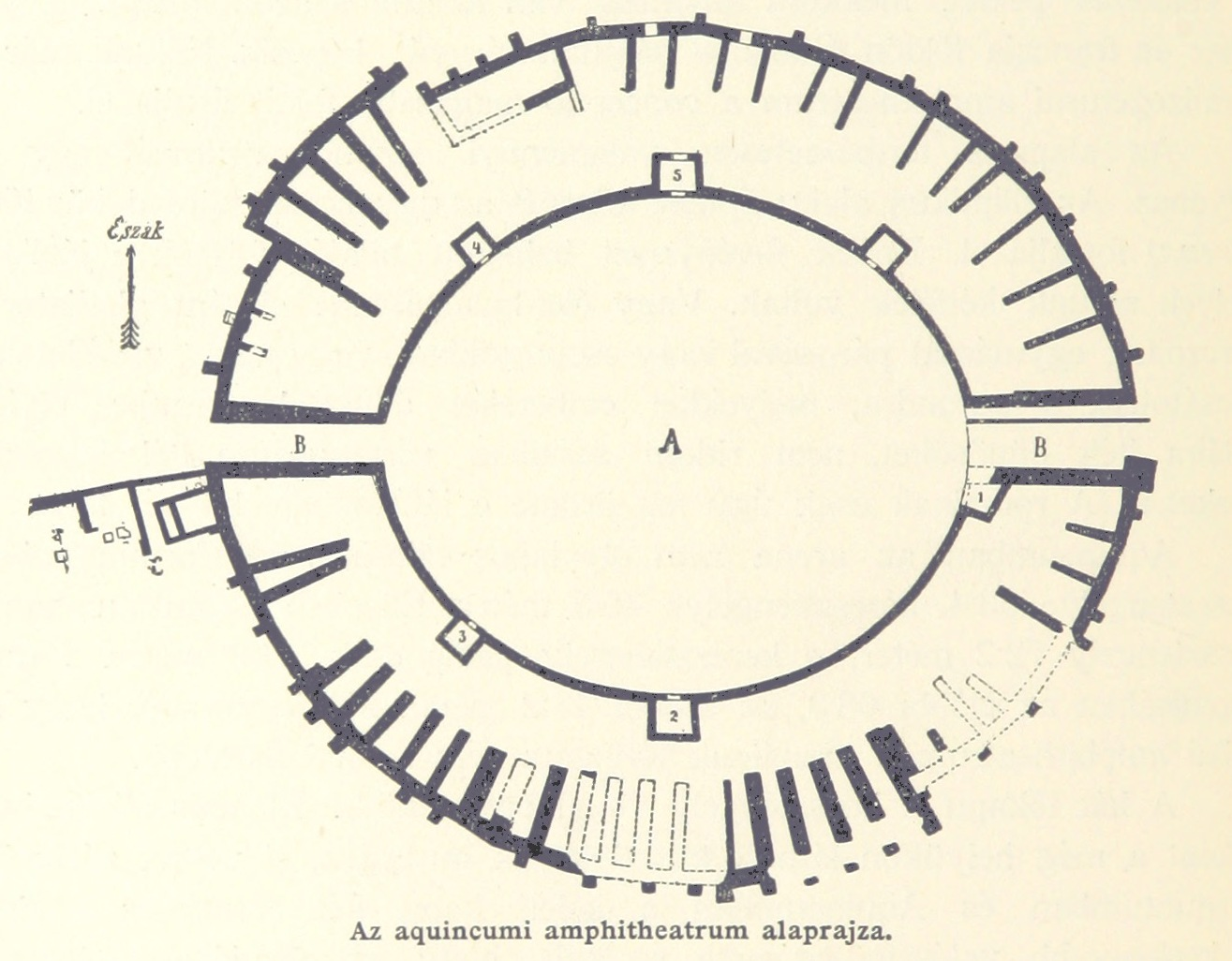
Grundriss des Amphitheaters (Forschungsstand 1895)

Wie für römische Amphitheater üblich, hatte das Amphitheater der Zivilstadt von Aquincum eine ovale Form und bestand aus einer äußeren und einer inneren Steinmauer. Der Raum zwischen diesen beiden Mauern, war mit Erde aufgeschüttet und trug die Tribünen. Mit einer Tribünenfläche von etwa 3315 Quadratmetern und damit einer geschätzten Kapazität von 3000 bis 4000 Zuschauern war der Bau deutlich kleiner als das Militäramphitheater von Aquincum, dessen Tribünenfläche etwa 6530 Quadratmeter umfasste. Während dieses 20 Zugänge zu den Sitzplätzen hatte, verfügte das nördliche Amphitheater bei der Zivilstadt nur über zwei Besucherzugänge. Diese führten durch Tore mit Tonnengewölben.

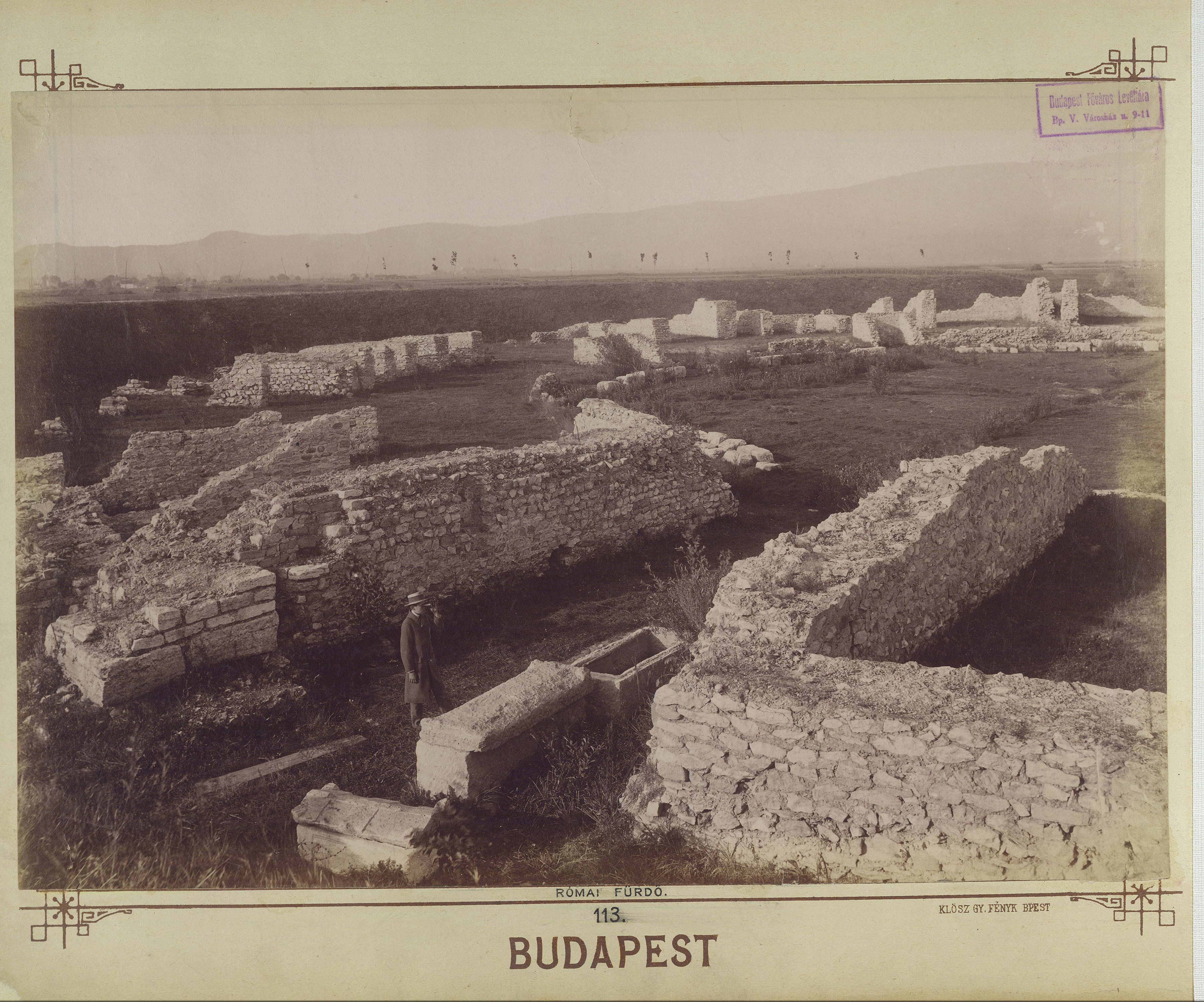
Postkarte aus dem späten 19. Jahrhundert mit einem der Eingänge zum Amphitheater

Die äußere Stützmauer ist außen durch Pilaster abgestützt und wurde nach innen durch in die Mitte der Arena weisende Stützmauern unterhalb der Tribünen stabilisiert. Die innere Steinmauer war bei der Ausgrabung noch bis zu drei Meter hoch erhalten; die obere Brüstung ist teilweise noch zu sehen. In die Innenmauer waren mehrere Räume eingelassen, von denen einige als Tierkäfige dienten. Die steinernen Sitzreihen der Tribünen wurden nicht an Ort und Stelle gefunden, aber einige von ihnen waren in die Arena gefallen und wurden dort freigelegt. Einige der erhaltenen Sitzreihen tragen noch Inschriften mit dem Namen verschiedener Personen, waren also für diese Menschen reserviert, die vermutlich hochrangige Bürger Aquincums waren. Südlich des Westtors befand sich auf der Außenseite des Gebäudes ein kleiner Schrein der Schicksalsgöttin Nemesis, die häufig in römischen Amphitheatern verehrt wurde. In dem Schrein wurden eine Statue der Nemesis aus Kalkstein und mehrere Weihinschriften gefunden. Beim östlichen Eingangstor zum Amphitheater ist noch ein steinerner Kanal zur Entwässerung der Arena erhalten.
Am Amphitheater hat man sehr viele Bruchstücke von Dachziegeln gefunden. Dies deutet darauf hin, dass zumindest ein Teil der Zuschauerränge, anders als im Mittelmeerraum üblich, gegen die strengere Witterung an der Nordgrenze des Reiches geschützt war.

## Geschichte und Nutzung

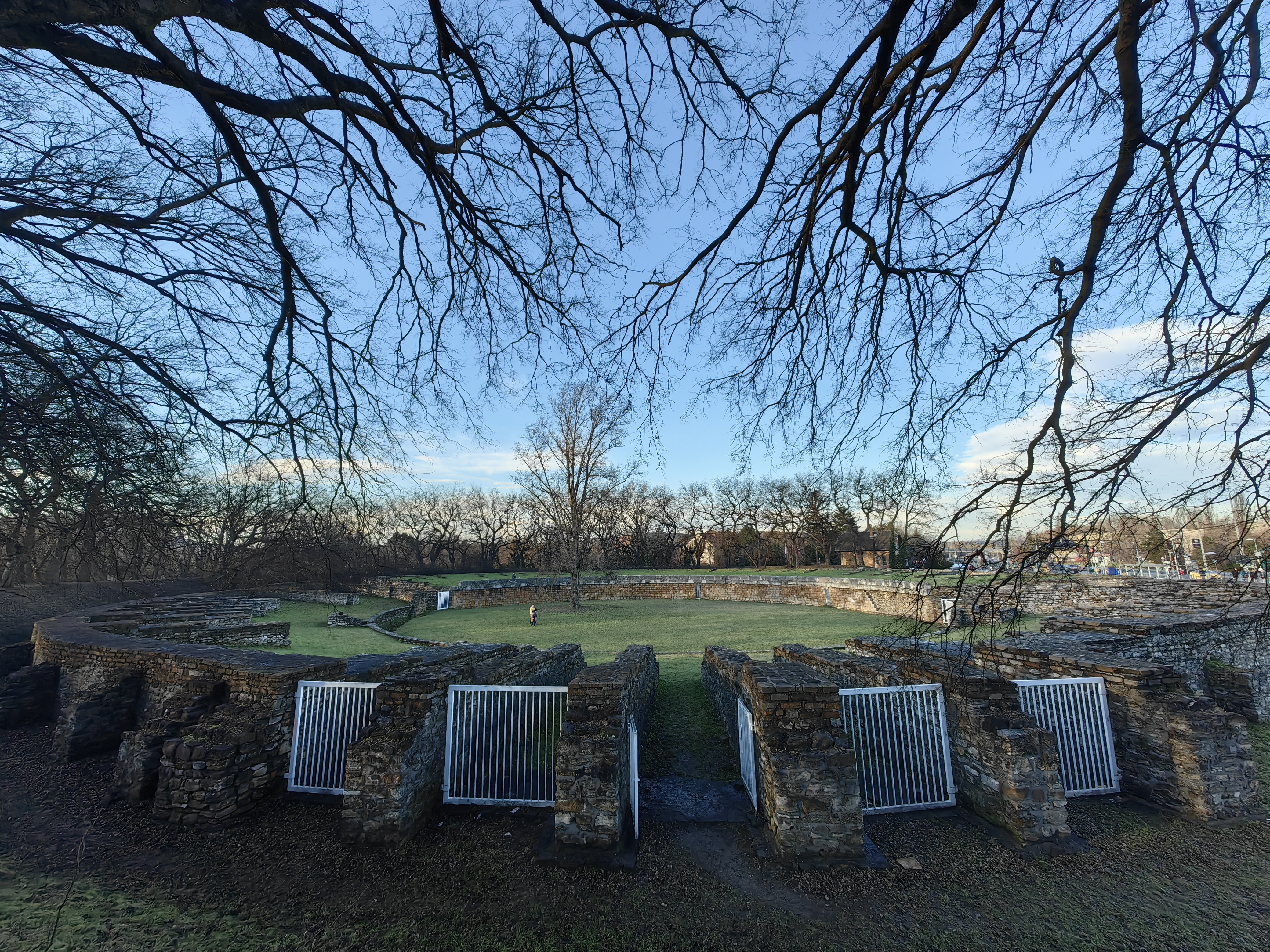
Die konservierten Grundmauern des Amphitheaters

Ob das Amphitheater direkt mit der Entstehung der Zivilstadt von Aquincum im frühen 2. Jahrhundert n. Chr. entstand, ist unbekannt. Einen Anhaltspunkt liefern die Altäre aus dem Nemesis-Schrein westlich des Gebäudes, da einige der Weihinschriften darauf durch die Angabe der gerade amtierenden Konsuln jahresgenau datierbar sind. Die älteste dieser Inschriften stammt aus dem Jahr 162, sodass das Amphitheater zu diesem Zeitpunkt bereits existiert haben muss (sogenannter Terminus ante quem).
Dem heute sichtbaren Amphitheater scheint ein Vorgängerbau aus Holz vorangegangen zu sein. Darauf deuten Pfostengruben hin, die im Bereich der äußeren Ovalmauer dokumentiert wurden und deren Verlauf entsprachen.
Es ist davon auszugehen, dass das Amphitheater der Zivilstadt als größtes Bauwerk im Nordteil von Aquincum einer Bandbreite von Veranstaltungen diente. Bestimmt war das Gebäude zunächst einmal für Gladiatorenkämpfe und Tierhatzen. Aber auch für Sportveranstaltungen, Theateraufführungen, große öffentliche Feierlichkeiten und politische Veranstaltungen diente das Amphitheater. Zudem wird vermutet, dass auch Gerichtsprozesse von größerem öffentlichen Interesse dort abgehalten wurden. Bei der Freilegung des Amphitheaters wurden diverse scheibenförmige Objekte aus Kalkstein, Ton, Knochen oder Bronze gefunden, die zwischen 2,2 und 8,6 cm groß sind und vermutlich als Eintrittsmarken (Tesserae) dienten.